# Гюнтер IV (Шварцбург-Кефернбург)
Гюнтер IV фон Кефернбург „Стари“ (на немски: Günther IV von Käfernburg „der Alte“; † между 7 март 1268 и 20 ноември 1269) е граф на Кефернбург.

## Произход
Той е големият син на граф Гюнтер III фон Шварцбург-Кефернбург († 1223) и съпругата му принцеса Дитбург фон Анхалт († 1228), дъщеря на граф Зигмунд фон Анхалт и Амалия фон Хенеберг; или дъщеря на княз Албрехт VI фон Анхалт-Кьотен († 1423) и Елизабет фон Кверфурт († 1452). По-малкият му брат Албрехт I (* ок. 1255; † сл. 27 юли 1255) е граф на Кефернбург-Вие и Рабенсвалд.

## Фамилия
Гюнтер IV се жени пр. 10 декември 1254 г. за графиня Мехтилд (Матилда) фон Байхлинген († сл. 1259), дъщеря на граф Фридрих II (III) фон Байхлинген († 1218) († 1218) и съпругата му Елизабет фон Хенеберг († сл. 1210). Те имат децата:
- Бертхолд I († 1269)
- Гюнтер V († 1273/1275), женен пр. 1269 г. за Матилда († 1285)
- Гюнтер „Млади“ († сл. 1273)